# Hapeville
Hapeville – miasto w Stanach Zjednoczonych, w stanie Georgia, w hrabstwie Fulton.

## Demografia
Według spisu ludności z roku 2010, w Hapeville mieszka 6373 mieszkańców. W roku 2023 liczba mieszkańców wzrosła do 6691 osób, a gęstość zaludnienia przekroczyła 1096 osób/km².